# Рафал Кужава
Рафал Кужава (пол. Rafał Kurzawa, нар. 29 січня 1993, Верушув) — польський футболіст, півзахисник національної збірної Польщі. Відомий за виступами в клубах «Гурник» (Забже) та «Енергетик-РОВ» (Рибник).

## Клубна кар'єра
Рафал Кужава народився 29 січня 1993 року в місті Верушув. Розпочав займатися футболом у юнацькій команді «Згода» з Ольшової, пізніше грав за юнацькі команди «Сокул» і «Марцінкі». З 2010 року Рафал Кужава розпочав виступи в юнацькій команді «Гурника» із Забже. За рік, у 2011 році, він отримав запрошення до основної команди клубу, проте в основу пробитися не зумів, і за рік керівництво клубу віддало його в оренду до нижчолігового клубу «Енергетик-РОВ» із Рибник. За півтора року футболіст повернувся до «Гурника», після чого зайняв постійне місце в основі команди, відігравши за чотири роки 109 матчів у чемпіонаті Польщі. Футболіст був одним із кращих асистентів у польській першості, лише за сезон 2017—2018 років він відзначився 15 точними пасами. які допомогли його партнерам по команді вразити ворота супротивників. Проте 17 травня 2018 року, перед останнім туром польської першості, Кужава заявив, що не буде продовжувати контракт із «Гурником», осільки бажає продовжити кар'єру в закордонному клубі. Після чемпіонату світу він уклав контракт із французьким клубом «Ам'єн». Дебютував у новій команді Кужава у матчі другого туру першості проти клубу «Монпельє». На початку 2019 року польський півзахисник на правах оренди перейшов до данського клубу «Мідтьюлланн» із опцією викупу контракту. У 2020 році також на правах оренди перейшов до іншого данського клубу «Есб'єрг». У січні 2021 року повернувся на батьківщину, та підписав трирічний контракт з клубом «Погонь» (Щецин).

## Виступи за збірну
У листопаді 2017 року Рафала Кужаву вперше викликали до національної збірної Польщі. Дебютував у команді півзахисник 13 листопада 2017 року в товариському матчі зі збірною Мексики, вийшовши на заміну замість Мацея Рибуса. На 5 червня 2018 року футболіст зіграв 3 матчі за національну збірну. У червні 2018 року Рафал Кужава включений до складу польської збірної для участі в чемпіонаті світу в Росії. На чемпіонаті взяв участь лише в останньому матчі групового турніру проти збірної Японії.

## Титули і досягнення
- Володар Кубка Данії (1):

Мідтьюлланн: 2018-19